# Mattéo Vercher
Mattéo Vercher (Lyon, 26 de enero de 2001) es un ciclista profesional francés que compite con el equipo Team TotalEnergies.

## Trayectoria
Empezó su carrera como profesional en 2023 con el Team TotalEnergies tras haber competido con ellos como stagiaire los últimos meses de 2022. En 2024 debutó en el Tour de Francia, donde fue segundo en una etapa, y en 2025 consiguió su primera victoria en el Tour de Doubs.

## Palmarés
2025
- Tour de Doubs

## Resultados en Grandes Vueltas
| Carrera | Carrera         | 2023 | 2024  | 2025  |
| ------- | --------------- | ---- | ----- | ----- |
|         | Giro de Italia  | —    | —     | —     |
|         | Tour de Francia | —    | 103.º | 124.º |
|         | Vuelta a España | —    | —     | —     |

―: no participa
Ab.: abandono

## Equipos
- Team TotalEnergies (stagiaire) (2022)[4]
- Team TotalEnergies (2023-)